# Theodor Österreicher
Theodor Österreicher (* 24. April 1949 in Wien; † 14. Juni 2018 ebenda) war ein österreichischer Jurist und Mitherausgeber der Fachzeitschrift Wohnrechtliche Blätter.

## Leben
Er studierte 1967 bis 1974 an der Universität Wien Rechtswissenschaften und trat 1970 in den Magistratsdienst der Stadt Wien ein (MA 50). Seit 1983 war Österreicher als Verbandsdirektor des Österreichischen Verbandes gemeinnütziger Bauvereinigungen – Revisionsverband tätig und an zahlreichen parlamentarischen Wohnrechtsverhandlungen beteiligt (z. B. MRG, BTVG, WEG 1975 und 2002, Wohnbauförderungsgesetz 1984, Verordnungen zum Wohnungsgemeinnützigkeitsgesetz). 
Als Geschäftsführer des Arbeitgebervereins der gemeinnützigen Bauvereinigungen war er ab 1989 Mitglied im Bundeseinigungsamt. Österreicher war Vorsitzender des ÖNORMEN-Ausschusses Abrechnung von Bewirtschaftungskosten von Miet- und Eigentumsobjekten und damit wesentlich an der Entwicklung der ÖNORM A 4000 beteiligt sowie stellvertretender Vorsitzender des Ausschusses Mindesterfordernisse für Bauträger (ÖNORM B 2120).
Seit 1990 war Österreicher Vorstand im Verein zur Förderung für betriebswirtschaftliche Genossenschaftsforschung an der Universität Wien.
Österreicher war verheiratet und Vater von zwei Kindern.

## Auszeichnungen (Auszug)
- 1995: Goldenes Ehrenzeichen für Verdienste um die Republik Österreich
- 2003: Goldenes Verdienstzeichen für Verdienste um das Land Oberösterreich
- 2004: Silbernes Verdienstzeichen für Verdienst um das Land Wien
- 2005: Großes Ehrenzeichen für Verdienste um die Republik Österreich
- 2012: Österreichischer Verband Gemeinnütziger Bauvereinigungen – Revisionsverband, Österreichischer Mieter-, Siedler- und Wohnungseigentümerbund, Mietervereinigung (Hg.): Gemeinnützige Wohnungswirtschaft im Wandel – Grundlagen Entwicklungen Perspektiven, Festschrift für KR Theodor Österreicher aus Anlass seines 30-Jahr-Jubiläums als Direktor im Österreichischen Verband gemeinnütziger Bauvereinigungen – Revisionsverband, Fair Wohnen – Wohnmanagement GmbH, Wien 2012, ISBN 978-3-200-02854-8.

## Schriften (Auszug)
- Eine Generation WGG In: Klaus Lugger, Michael Holoubek: Die österreichische Wohnungsgemeinnützigkeit – ein europäisches Erfolgsmodell, PDF Festschrift für Helmut Puchebner zum 65. Geburtstag, Manzsche Verlags- und Universitätsbuchhandlung, Wien 2008, S. 189–200, ISBN 978-3-214-00741-6.